# Bioska
Bioska (izvirno srbsko Биоска) je naselje v Srbiji, ki upravno spada pod Mesto Užice; slednja pa je del Zlatiborskega upravnega okraja.

## Demografija
V naselju, katerega izvirno (srbsko-cirilično) ime je Биоска, živi 507 polnoletnih prebivalcev, pri čemer je njihova povprečna starost 51,3 let (48,8 pri moških in 54,0 pri ženskah). Naselje ima 229 gospodinjstev, pri čemer je povprečno število članov na gospodinjstvo 2,42.
To naselje je, glede na rezultate popisa iz leta 2002, večinoma srbsko, a v času zadnjih treh popisov je opazno zmanjšanje števila prebivalcev.
|  |

| Demografija | Demografija     | Demografija     |
| Leto        | Št. prebivalcev | Št. prebivalcev |
| ----------- | --------------- | --------------- |
|             |                 |                 |
|             |                 |                 |
|             |                 |                 |
|             |                 |                 |
| 1948        | 1326            |                 |
| 1953        | 1402            |                 |
| 1961        | 1367            |                 |
| 1971        | 1191            |                 |
| 1981        | 915             |                 |
| 1991        | 697             | 692             |
| 2002        | 555             | 554             |
|             |                 |                 |

| Etnična sestava po popisu iz leta 2002 | Etnična sestava po popisu iz leta 2002 | Etnična sestava po popisu iz leta 2002 | Etnična sestava po popisu iz leta 2002 | Etnična sestava po popisu iz leta 2002 |
| -------------------------------------- | -------------------------------------- | -------------------------------------- | -------------------------------------- | -------------------------------------- |
| Srbi                                   | Srbi                                   |                                        | 553                                    | 99,81%                                 |
| Neznano                                | Neznano                                |                                        | 0                                      | 0,0%                                   |